# بازارگاه (سمیرم)
بازارگاه، روستایی از توابع بخش دناکوه شهرستان سمیرم در استان اصفهان ایران است.

## جمعیت روستا طبق سرشماری سال ۱۳۹۵ ، ۳۶۵نفر و ۸۸خانوار می باشد.
این روستا در دهستان برآفتاب قرار دارد و بر اساس سرشماری مرکز آمار ایران در سال ۱۳۸۵، جمعیت آن ۲۸۶ نفر (۵۸ خانوار) بوده‌است.